# Rahvan
Le Rahvan, en turc Bati Karadeniz Rahvan Ati, est une race de petit cheval ambleur originaire de l'ouest de la région de la mer Noire, en Turquie. 

## Histoire
Le Rahvan est répertorié dans l'ouvrage de l'université de l'Oklahoma et cité dans des études scientifiques, mais il n'est pas présent dans la base de données DAD-IS de la FAO. 
Il est également nommé « Rahvan de la mer Noire ». Le nom de ce petit cheval provient d'un mot turc utilisé pour décrire l'amble rapide, son équivalent en Asie centrale est « Yorga » ou « Corga ».
La race est présumée descendre de croisements entre le Canik et l'Anatolien, et être présente depuis plus de 800 ans dans la région turque de l'Ouest de la mer Noire, près de Bartin, Kastamonu, Daday et Tasköprü,. Elle a bénéficié d'un élevage sélectif sur l'allure de l'amble, dans l'optique d'une sélection pour des courses à cette allure. L'organisation de cet élevage est cependant récent, ne remontant pas au-delà de la fin du XIXe siècle.
En 1999 et 2000, une vaste étude est menée sur 1 258 sujets de la race, de manière à la caractériser.

## Description
Le Rahvan se présente comme un petit cheval d'allures très élégant de tête, et très rapide dans ses déplacements. L'encolure est épaisse et musclée, le dos court, la poitrine large et profonde, et les jambes sont solides, avec des sabots particulièrement durs.
Lors des déplacements à l'amble, le Rahvan présente une attitude caractéristique, avec le port de tête et de queue relevés. La fourchette de tailles est très variable, puisqu'elle va de 1,10 m à 1,55 m, en fonction des régions. À Bartin et Kastamonu, ces chevaux toisent environ 1,35 m. D'après l'étude de CAB International, la moyenne serait d'1,39 m. Il est particulièrement solide, capable de porter une charge importante tout en conservant une allure rapide. À l'amble, les meilleurs sujets peuvent atteindre 43 km/h. 
Il est rustique, nécessitant une ration de nourriture moindre que celle d'un cheval de taille plus importante, pour une capacité de charge équivalente. Le caractère est réputé bon et doux, et toutes les couleurs de robe du cheval se rencontrent.
Une étude a été publiée en 2011 après l'analyse des parasites intestinaux présents chez 15 chevaux Rahvan.

## Utilisations
Il est essentiellement monté pour le transport en selle et lors de courses locales à l'amble. Le confort qu'il procure en selle est apprécié de ses utilisateurs. Le Rahvan est admis en croisement parmi les races constituant le cheval touranien.